# Teplická mešita
Teplická mešita měla být po brněnské mešitě další stavbou sloužící muslimům v Česku.
Mělo se jednat o větší stavbu; a to především díky tomu, že tato mešita by měla vlastní minaret (na rozdíl od brněnské, která jej nemá). Součástí celého komplexu mělo být také i orientální centrum. Teplický svatostánek měl sloužit hlavně muslimům, kteří se přijíždějí ve velké množství rekreovat do místních lázní. Právě tito návštěvníci považují absenci mešity za jeden z největších problémů lázní.
Projekt výstavby nakonec zastavil odpor místních obyvatel, kteří jej celý považovali za nebezpečný, vzhledem k celosvětovému nárůstu terorismu spojeného s islámem. Tlaku ustoupilo nakonec i městské zastupitelstvo, které výstavbu nejprve podporovalo.
V Teplicích je Islámské centrum, pobočka Islámské nadace v Praze.